# Mistrovství světa v zápasu ve volném stylu 2013
Mistrovství světa v zápasu ve volném stylu 2013 se uskutečnilo v maďarské Budapešti od 16. do 22. září 2013.

## Výsledky

### Volný styl muži
| Kategorie | Zlato               | Stříbro           | Bronz                | Bronz                    |
| --------- | ------------------- | ----------------- | -------------------- | ------------------------ |
| 55 kg     | Hasan Rahímí        | Amit Kumar        | Sezar Akgül          | Nariman Israpilov        |
| 60 kg     | Bekchan Gojgerejev  | Vladimir Dubov    | Bajrang Kumar        | Masoud Esmaeilpour       |
| 65 kg     | Davit Safarjan      | Liván López       | Magomed Kurbanalijev | Gandzorigín Mandachnaran |
| 74 kg     | Jordan Burroughs    | Ezzatolláh Akbárí | Ali Šabanov          | Rašid Kurbanov           |
| 84 kg     | Ibragim Aldatov     | Reineris Salas    | István Veréb         | Ehsan Lašgarí            |
| 96 kg     | Rezá Jazdání        | Khetag Gazyumov   | Anzor Boltukayev     | Pavlo Olijnyk            |
| 120 kg    | Chadžimurat Gacalov | Alen Zasejev      | Geno Petrijašvili    | Taha Akgül               |

### Volný styl ženy
| Kategorie | Zlato              | Stříbro                 | Bronz                  | Bronz             |
| --------- | ------------------ | ----------------------- | ---------------------- | ----------------- |
| 48 kg     | Eri Tosaka         | Mayelis Caripá          | Sü Čcheng              | Alyssa Lampe      |
| 51 kg     | Sun Yanan          | Erdenechimegiin Sumiyaa | So Sim-Hyang           | Jessica MacDonald |
| 55 kg     | Saori Jošidaová    | Sofia Mattssonová       | Emese Barkaová         | Valeria Koblova   |
| 59 kg     | Marianna Sastinová | Taybe Yusein            | Tungalagiin Mönkhtuyaa | Yuliya Ratkevich  |
| 63 kg     | Kaori Ičová        | Soronzonboldyn Batceceg | Yekaterina Larionova   | Elena Pirozhkova  |
| 67 kg     | Alina Stadniková   | Stacie Anaka            | Ochirbatyn Nasanburmaa | Sara Dosho        |
| 72 kg     | Zhang Fengliu      | Natalja Vorobjovová     | Adeline Gray           | Ochirbatyn Burmaa |

## Týmové hodnocení
| Pořadí | Muži volný styl        | Muži volný styl | Ženy volný styl        | Ženy volný styl |
| Pořadí | Tým                    | Body            | Tým                    | Body            |
| ------ | ---------------------- | --------------- | ---------------------- | --------------- |
| 1      | Irsko                  | 46              | Japonsko               | 48              |
| 2      | Rusko                  | 44              | Mongolsko              | 47              |
| 3      | Gruzie                 | 29              | Spojené státy americké | 37              |
| 4      | Ukrajina               | 27              | Čína                   | 34              |
| 5      | Spojené státy americké | 25              | Ukrajina               | 29              |
| 6      | Indie                  | 23              | Rusko                  | 24              |
| 7      | Kuba                   | 19              | Kanada                 | 21              |
| 8      | Mongolsko              | 19              | Maďarsko               | 18              |
| 9      | Arménie                | 18              | Bulharsko              | 15              |
| 10     | Turecko                | 18              | Kazachstán             | 12              |